# Conte (Jura)
Pour les articles homonymes, voir Conte (homonymie).
Conte est une commune française située dans le département du Jura, la région culturelle et historique de Franche-Comté et la région administrative Bourgogne-Franche-Comté. 
Elle fait partie de la communauté de communes Champagnole Nozeroy Jura.

## Géographie
La commune est ceinturée à l'est, au nord et à l'ouest par l'Ain qui y prend sa source.

### Climat
Pour des articles plus généraux, voir Climat de la Bourgogne-Franche-Comté et Climat du département du Jura.
En 2010, le climat de la commune est de type climat de montagne, selon une étude du Centre national de la recherche scientifique s'appuyant sur une série de données couvrant la période 1971-2000. En 2020, Météo-France publie une typologie des climats de la France métropolitaine dans laquelle la commune est exposée à un climat de montagne ou de marges de montagne et est dans la région climatique  Jura, caractérisée par une forte pluviométrie en toutes saisons (1 000 à 1 500 mm/an), des hivers rigoureux et un ensoleillement médiocre. 
Pour la période 1971-2000, la température annuelle moyenne est de 8,4 °C, avec une amplitude thermique annuelle de 16,7 °C. Le cumul annuel moyen de précipitations est de 1 634 mm, avec 13,8 jours de précipitations en janvier et 10,5 jours en juillet. Pour la période 1991-2020, la température moyenne annuelle observée sur la station météorologique de Météo-France la plus proche, « Champagnole », sur la commune de Champagnole à 7 km à vol d'oiseau, est de 9,4 °C et le cumul annuel moyen de précipitations est de 1 573,2 mm. 
La température maximale relevée sur cette station est de 37,5 °C, atteinte le 24 juillet 2019 ; la température minimale est de −23,5 °C, atteinte le 24 décembre 2001,,. 
Les paramètres climatiques de la commune ont été estimés pour le milieu du siècle (2041-2070) selon différents scénarios d'émission de gaz à effet de serre à partir des nouvelles projections climatiques de référence DRIAS-2020. Ils sont consultables sur un site dédié publié par Météo-France en novembre 2022.

## Urbanisme

### Typologie
Au 1er janvier 2024, Conte est catégorisée commune rurale à habitat dispersé, selon la nouvelle grille communale de densité à sept niveaux définie par l'Insee en 2022.
Elle est située hors unité urbaine et hors attraction des villes,.

### Occupation des sols
L'occupation des sols de la commune, telle qu'elle ressort de la base de données européenne d’occupation biophysique des sols Corine Land Cover (CLC), est marquée par l'importance des territoires agricoles (69,7 % en 2018), une proportion identique à celle de 1990 (69,7 %). La répartition détaillée en 2018 est la suivante : 
prairies (57,3 %), forêts (30,3 %), zones agricoles hétérogènes (12,4 %). L'évolution de l’occupation des sols de la commune et de ses infrastructures peut être observée sur les différentes représentations cartographiques du territoire : la carte de Cassini (XVIIIe siècle), la carte d'état-major (1820-1866) et les cartes ou photos aériennes de l'IGN pour la période actuelle (1950 à aujourd'hui).

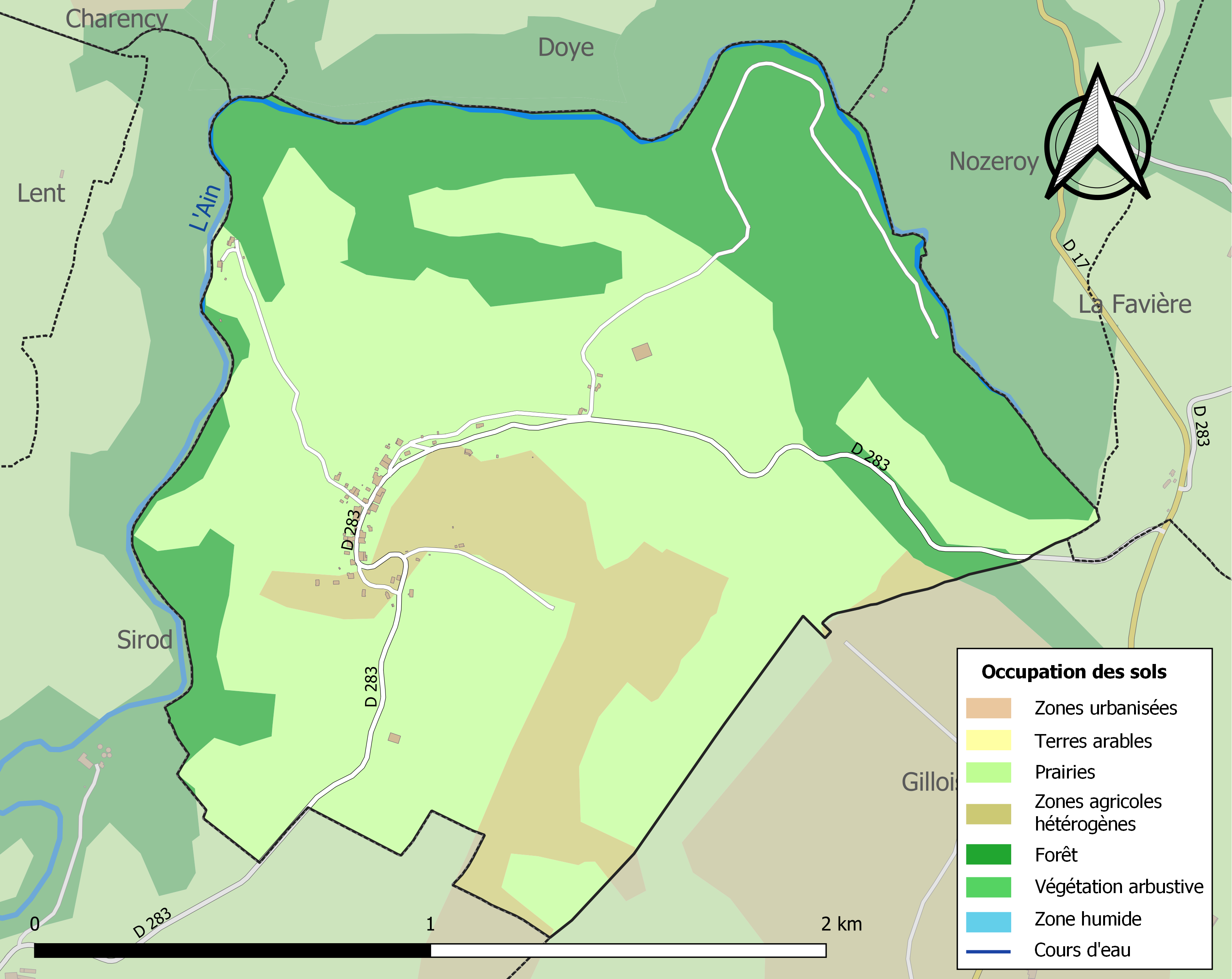
Carte des infrastructures et de l'occupation des sols de la commune en 2018 (CLC).

## Toponymie
Attestée sous la forme Condate en 1084.[réf. nécessaire]

## Histoire
La commune était autrefois desservie par les Chemins de fer vicinaux du Jura.

## Politique et administration
| Période       | Période   | Identité        | Étiquette | Qualité                                      |
| ------------- | --------- | --------------- | --------- | -------------------------------------------- |
| maire en 1973 | ?         | Émile Fumey     | CNIP      | Agriculteur et commerçant Conseiller général |
| 1983          | ?         | Gilbert Cornu   |           |                                              |
| mars 2001     | mars 2014 | Évelyne Daclin  |           |                                              |
| mars 2014     | 2020      | Denis Fournol   | DVD       | Retraité                                     |
| 2020          | En cours  | Alexandre Gobet |           |                                              |

## Démographie
L'évolution du nombre d'habitants est connue à travers les recensements de la population effectués dans la commune depuis 1793. Pour les communes de moins de 10 000 habitants, une enquête de recensement portant sur toute la population est réalisée tous les cinq ans, les populations de référence des années intermédiaires étant quant à elles estimées par interpolation ou extrapolation. Pour la commune, le premier recensement exhaustif entrant dans le cadre du nouveau dispositif a été réalisé en 2008.

En 2022, la commune comptait 58 habitants, en évolution de −1,69 % par rapport à 2016 (Jura : −0,81 %, France hors Mayotte : +2,11 %).
| 1793 | 1800 | 1806 | 1821 | 1831 | 1836 | 1841 | 1846 | 1851 |
| ---- | ---- | ---- | ---- | ---- | ---- | ---- | ---- | ---- |
| 127  | 122  | 132  | 155  | 161  | 159  | 162  | 155  | 164  |

| 1856 | 1861 | 1866 | 1872 | 1876 | 1881 | 1886 | 1891 | 1896 |
| ---- | ---- | ---- | ---- | ---- | ---- | ---- | ---- | ---- |
| 146  | 145  | 144  | 138  | 122  | 98   | 116  | 102  | 93   |

| 1901 | 1906 | 1911 | 1921 | 1926 | 1931 | 1936 | 1946 | 1954 |
| ---- | ---- | ---- | ---- | ---- | ---- | ---- | ---- | ---- |
| 90   | 95   | 79   | 77   | 77   | 84   | 68   | 60   | 68   |

| 1962 | 1968 | 1975 | 1982 | 1990 | 1999 | 2006 | 2008 | 2013 |
| ---- | ---- | ---- | ---- | ---- | ---- | ---- | ---- | ---- |
| 40   | 39   | 44   | 51   | 48   | 56   | 61   | 62   | 62   |

| 2018 | 2022 | - | - | - | - | - | - | - |
| ---- | ---- | - | - | - | - | - | - | - |
| 54   | 58   | - | - | - | - | - | - | - |

## Culture locale et patrimoine

### Lieux et monuments
- La chapelle de la Sainte-Vierge.

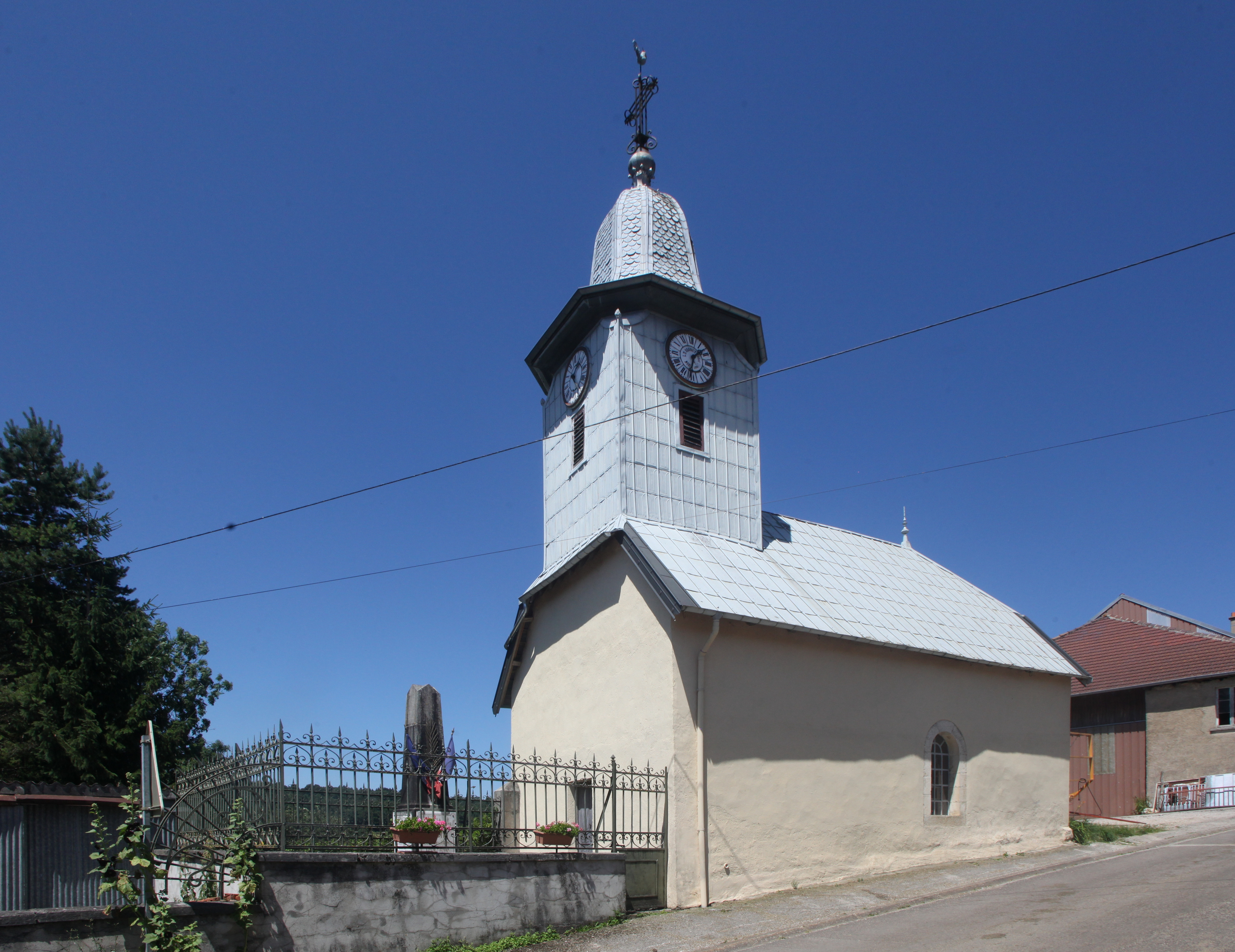
Chapelle.
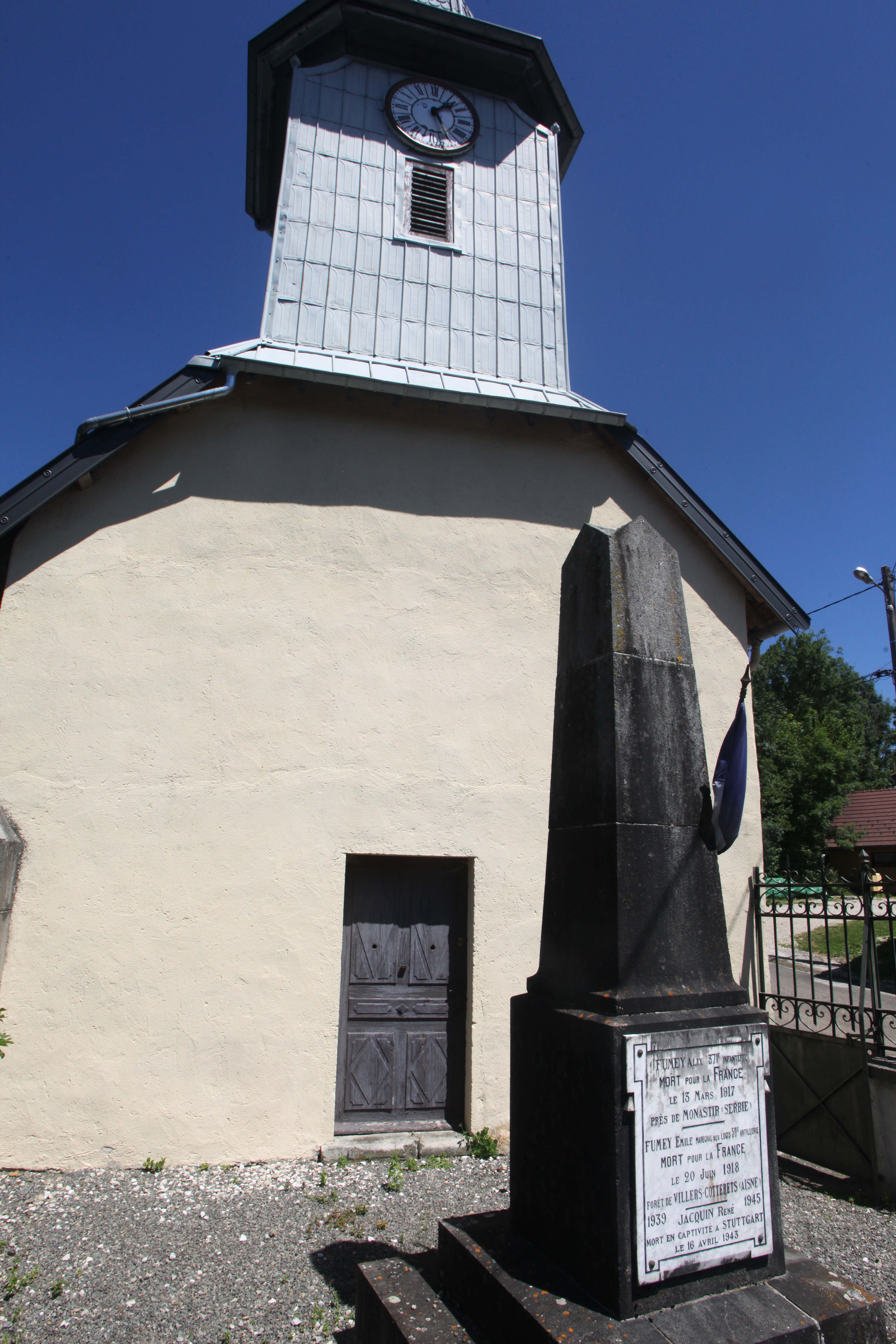
Monument aux morts.
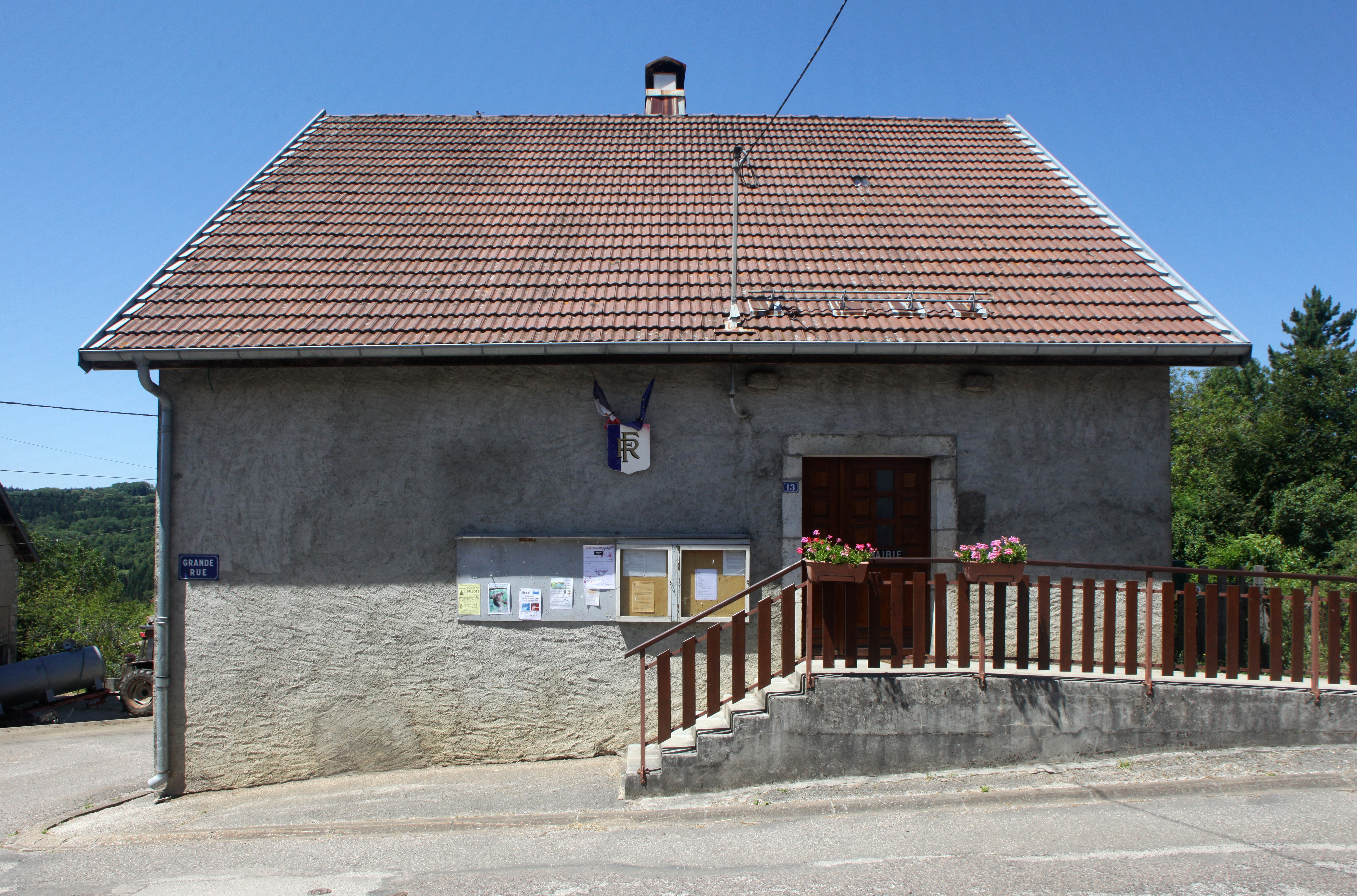
Mairie.
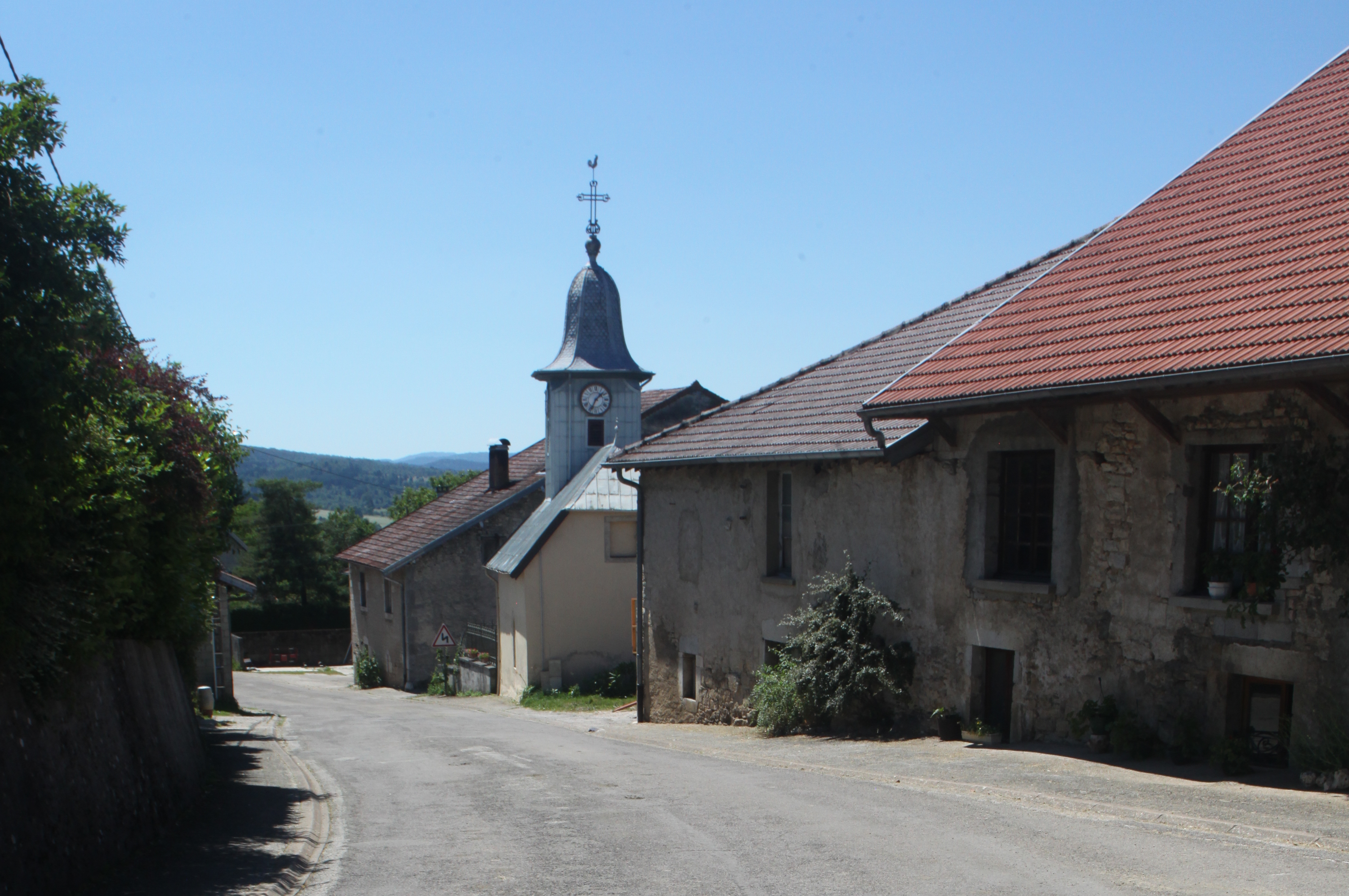
Rue du village.

- La source de l'Ain située à l'est de la commune en limite avec celle de Nozeroy.
- La cascade du Saut des Maillys sur l'Ain, en aval de sa confluence avec la Serpentine, en limite avec la commune de Doye.

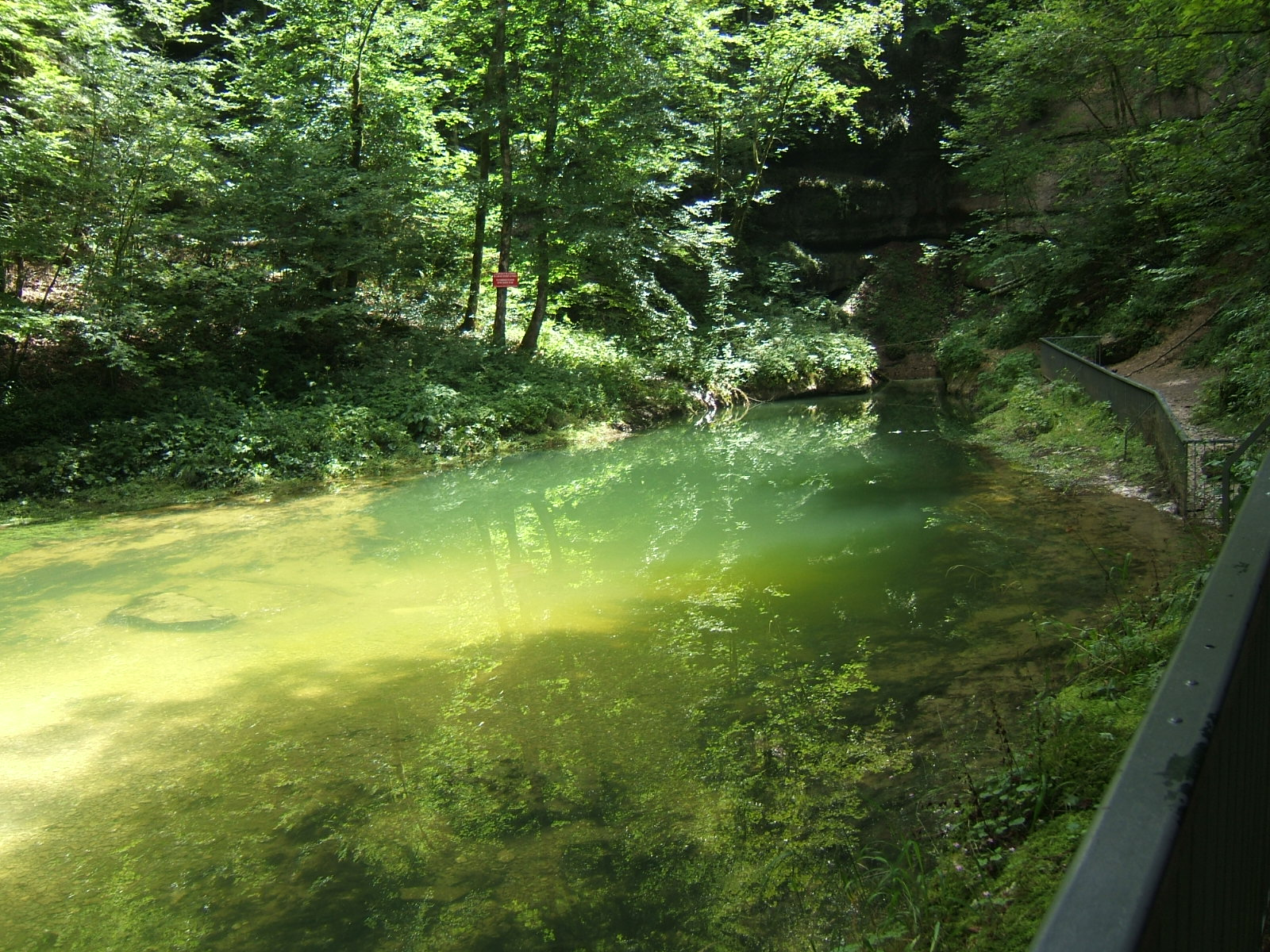
Source de l'Ain.
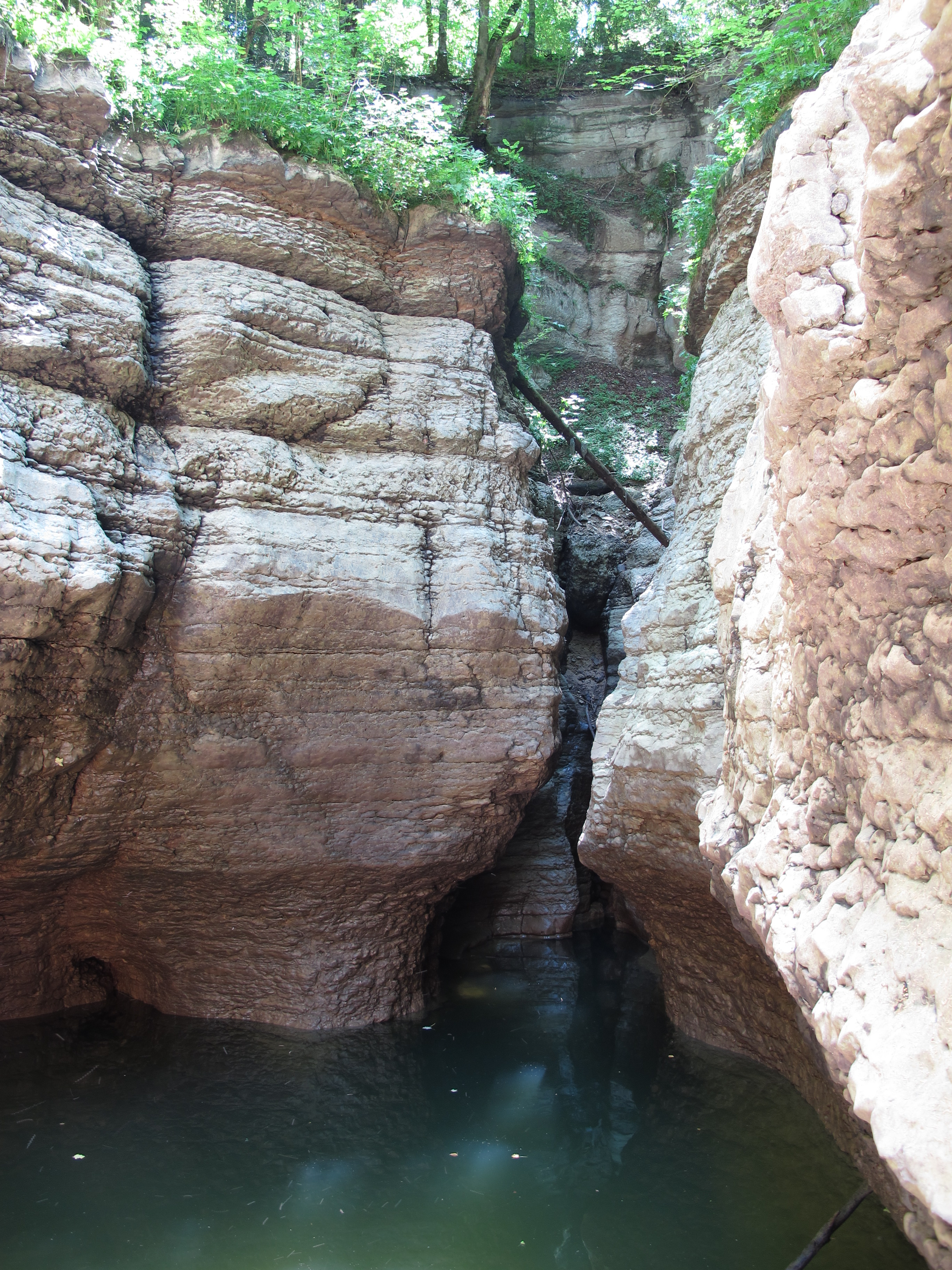
Source de l'Ain.
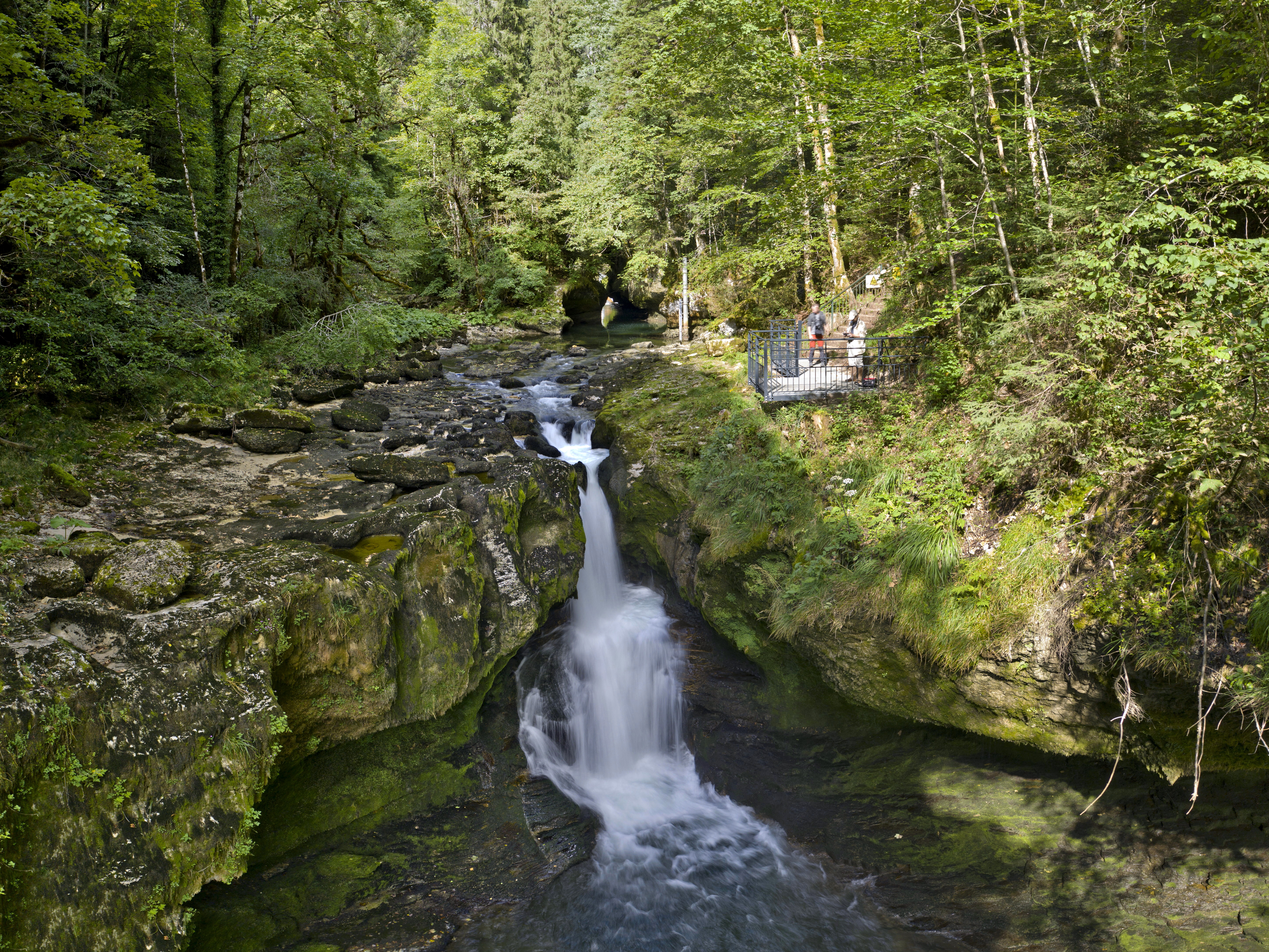
Le saut des Maillys.